# فيليبس كورنر
فيليبس كورنر منطقة تقع إدارياً ضمن كاليفورنيا في الولايات المتحدة.